# ソバンチャ
ソバンチャ（朝: 소방차、日: 消防車）は、韓国の男性歌手グループである。当時の所属事務所はハンバッ企画。
韓国歌謡界においてのアイドルグループの先駆け的存在であり、韓国のメディアでも長らくアイドルグループと紹介されてきた。ただし、後述されているように現代のKポップアイドルグループとは曲の構成やグループの性格の点で異なる部分が多い。

## 概要
1986年10月、ハンバッ企画よりチョン・ウォングァン、イ・サンウォン、キム・テヒョンの3人によって結成された。同事務所の会長を務めていたヤン・スングクと専務理事だったイ・ホヨン(後にDSPメディアの創設者となる)が企画及び広報などにおいて製作に参加した。
1987年4月、1集のタイトル曲『彼女に伝えて』でデビュー。舞台でマイクを投げるパフォーマンスやアクロバティックな振り付けなども注目を集め、後続曲の『オジェパム・イヤギ～ゆうべの話』（原題 어젯밤 이야기）が大ヒットした。
1988年8月、2集の活動途中でイ・サンウォンが脱退し、一旦活動を停止。ド・ゴヌを新メンバーとして迎え入れ、2集アルバムの再レコーディングを行い活動を再開。「トンファジュン（通話中）」、「イルグッピミル（一級秘密）」、「白い風」といった曲で活動し、人気を継続した。
1989年、3集「SOBANGCHA 3」を発表。同年4月、福岡サンパレス会館で行われたアジア太平洋歌謡祭に韓国代表として参加。12月にはタイトル曲「愛したい」が1989KBS歌謡大賞・今年の歌手賞を受賞した。その後、翌年の1990年に解散する。
1994年に再結成し、4集「AGAIN」を発表。1970年代後半から80年代初頭の懐古調の新曲(タイトル曲)『グカッペ（G-Cafe）』をヒットさせたが4集活動終了後に再度、解散。
1996年、日本のテレビ番組『ダウンタウンのごっつええ感じ』でダウンタウンら男性レギュラー陣が、同グループの『オジェパム・イヤギ～ゆうべの話』を『オジャパメン』としてカバーし、空耳ソングとして話題となる。同年の9月に放送された『HEY!HEY!HEY!夏のチャンプカーニバル』では実際に共演が実現している。この影響を受けて、ソバンチャも再結成され、韓国で5集「Sobangcha 96 Forever」活動を開始。同年10月には日本デビューし、シングル「オジャパメン」とポリスターから日本ベスト盤『Sobancha』が発売されたが韓国での5集活動終了後に再度解散する。
2005年、9年ぶりに再結成されたが、事務所との契約問題でチョン・ウォングァンが合流を拒否したため、キム・テヒョンとイ・サンウォンの2人組で活動を再開、6集アルバム『Man's Life』を発表した。アルバムは1～5集の代表曲をリメイクしたリメイクアルバムだったが、新曲も4曲含まれており、『ネクタイ部隊』という曲で活動した。またSMジャパンでプロモーションを企画し、SMAPのメンバー(キム・テヒョンは、韓国語が上手な草彅 剛であることを示唆していた)と一緒に活動するなど日本進出の計画があったが、実現しなかった。以降は不定期に活動するスタイルをとっている。
大成企画の創設者と消防車のプロデューサーが同じ人物であるため、混合されることが多いが、イ・ホヨンが1991年に創設した芸能事務所『DSPメディア』（DSPの第1号歌手は混成グループのZAM）と消防車がデビュー当時に所属していた芸能事務所『ハンバッ企画』は別の芸能会社である。
韓国初の歌って踊れる3人組のグループとして人気を集め、たくさんの若い女性ファンを獲得したという点で「アイドルの前身」・「アイドルの母体を作った」存在だと言える。その一方で、音楽面ではヒップホップやR&Bを融合させたダンスポップまたはダンスミュージック・ラップをベースとしたK-POPとは異なり、歌謡曲やダンス風のトロットに近い音楽性であるため、基本的にK-POPジャンルの音楽としては扱わない。そして現在、彼らの活躍や楽曲に直接影響を受けたアイドルグループがないため、K-POPジャンルの音楽で成功を収めたグループの源流としては1992年にデビューしたソテジワアイドゥルと見做されている 。ただし、ソテジワアイドゥルの場合も結成当時からメンバーたちが作詞・作曲・振り付けなどセルフプロデュースを行っていた為、アイドルというよりもミュージシャンの印象が強くファンたちもミュージシャンであることを掲げていた。
2024年に行われた古家正亨とのインタビュー対談で元H.O.Tのメンバーであるトニー・アンも「H.O.Tが登場する以前（1980年代～1990年代前半）の韓国ではアイドルの概念はなく、ソテジワアイドゥルやDEUXがそれに近い存在ではあったが、当時は歌手に対してアイドルという単語を使うことはなかった。」と語っている。またK-POP研究者の山本浄邦もK-POPアイドルの元祖はH.O.Tからだとラジオで明かしている。
韓国ボーイズグループの場合、1996年にDSPメディアからデビューしたIDOLの存在とソテジワアイドゥルの影響下で誕生したSMエンタテインメントのH.O.T.から事実上のK-POPアイドル（Kポップ第1世代アイドル）が始まる。

## カバー
- 1996年、フジテレビ系列「ダウンタウンのごっつええ感じ」の男性レギュラー陣が「オジェパム・イヤギ～ゆうべの話」を(オジャパメンとして)カバー[19]。
- 2001年、アイドルグループ1TYMが「オジェパム・イヤギ～ゆうべの話」をリメイクした[20]。
- 2015年、女性アイドルグループの7学年1班が「白い風」をリメイクした[21]。
- 2017年、女性歌手IUが「オジェパム・イヤギ～ゆうべの話」をカバーした[22]。

## メンバー
- チョン・ウォングァン（정원관、1963年3月2日 - ）

- イ・サンウォン（이상원、1965年2月13日 - 3集除く）

- キム・テヒョン（김태형、1962年11月6日 - ）

- ド・ゴヌ(도건우、1964年12月8日 - 2集から参加)

## ディスコグラフィー
- 1987年 『オジェパメ・イヤギ～ゆうべの話』（어젯밤 이야기）
- 1988年 『通話中』
- 1989年 『愛したい』
- 1989年 『宇宙のワンダーキディ』（「2020年宇宙のワンダーキディ」主題歌）
- 1995年 『Again』
- 2005年 『Man's Life』

## シングル
- オジャパメン(1996年10月25日 - ポリグラム)[23]※日本限定・デビューシングル

## アルバム
- 「Sobancha」(1996年10月25日 - ポリスター)[24]※日本ベスト盤